# Falanuk
A falanuk (Eupleres goudotii) vagy az Eupleres nem másik fajától megkülönböztetendő keleti falanuk az emlősök (Mammalia) osztályába, a ragadozók (Carnivora) rendjébe és a  madagaszkári cibetmacskafélék (Eupleridae) családjába tartozó faj.

## Elterjedése
Madagaszkáron honos, endemikus faj. A sziget keleti részén található esőerdőkben él 1600 méteres tengerszint feletti magasságig. Gyakran vízmosások közelében vagy mocsaras területeken él.

## Megjelenése
A fossza (Cryptoprocta ferox) után a keleti falanuk az egyik legnagyobb madagaszkári cibetmacskaféle, testhossza körülbelül 50 centiméter, ebből a farkhossza 24 centiméter, súlya 1,6-4,6 kg. A bundája barnás színű. Testalkata sajátos: zömök, megnyúlt teste és nagy, hosszú karmokkal rendelkező lábfejei vannak. Farka széles és lekerekített alakú, a hosszú szőr miatt bozontosnak látszik. Feje testéhez képest kicsi, pofája hosszú és hegyes, fülei nagyok és lekerekítettek. Fogai kicsik és szerkezetük a rovarevőkére emlékeztet; így testfelépítése kissé hasonló a nem rokon cibethiénáéhoz (Proteles cristata).

## Életmódja
Valószínűleg nappal és éjjel is aktív lehet; más állatok odúit vagy a fák gyökérzetét használják búvóhelynek. Főleg a talajon él, magányosan; a néha megfigyelt csoportok valószínűleg kölyköket nevelő nőstények. Territoriális állatok, területeik valószínűleg nagyok. A hideg száraz évszak előtt akár 800 gramm zsírt is felhalmozhatnak a farkukban, így súlyuk akár 20%-kal is megnőhet. Mivel a száraz évszakban is megfigyelték, így nem tudni, hogy átalusszák-e az időszakot. Megeszi a gilisztát, a csigát és a rovarokat, békákat, sőt a kaméleonokat is; hosszú orra és karmai segítik a talajon vagy a lomkoronában való táplálékkeresésben.

## Szaporodása
A szaporodási időszak augusztus és szeptember között, a száraz évszak végén zajlik, a kölykök novembertől januárig (az esős évszakban) születnek meg. A család többi tagjához hasonlóan többnyire csak egy utód jön a világra. Az újszülött jól fejlett, 150 gramm körüli súlyú, nyitott szemű és egy-két nap múlva már járni is tud; kilenc hetes korában választják el.

## Védettsége
Régebben az őslakosok olykor díszként használták a falanukok farkát. Ma már inkább az esőerdők pusztítása, az elvadult kutyák és a betelepített kis cibetmacskával (Viverricula indica) való versengés a felelős az állomány csökkenéséért. A fajt korábban mérsékelten fenyegetett státuszúként sorolták be a Természetvédelmi Világszövetség Vörös listáján, jelenleg a sebezhető kategóriában szerepel.

## Rendszertani helyzete
A keleti falanukot korábban hagyományosan a cibetmacskafélék (Viverridae) családjába sorolták. Az újabb genetikai vizsgálatok szerint azonban egy újonnan létrehozott családba, a madagaszkári cibetmacskafélék (Eupleridae) közé tartozik néhány más fajjal együtt. Ezek a vizsgálatok kiderítették, hogy a madagaszkári cibetmacskafélék tagjai – korábban a cibetmacskafélék és a mongúzfélék családjaiba sorolva – egy közös, mongúzszerű őstől származhatnak, amely valószínűleg a késő oligocénben vagy a kora miocénben, azaz körülbelül 24-18 millió évvel ezelőtt kelt át a Mozambik-földszoroson. Legközelebbi rokonai a fossza, a fanaloka vagy madagaszkári cibetmacska (Fossa fossana) és a nyugati falanuk (Eupleres major), amelyekkel együtt alkotja a madagaszkári manguszták (Euplerinae) alcsaládját. A nyugati falanukot korábban a keleti falanuk alfajaként (Eupleres goudoti major) kezelték (így a keleti falanukot a nem egyetlen fajának tartották), nemrég azonban önálló fajjá (E. major) nyilvánították.